# توني ميلز (مغني)
توني ميلز (بالإنجليزية: Tony Mills)‏ هو مغني وكاتب أغاني وموسيقي بريطاني، ولد في 7 يوليو 1962 في سوليهل في المملكة المتحدة.

## وصلات خارجية
- توني ميلز على موقع IMDb (الإنجليزية)
- توني ميلز على موقع ميوزك برينز (الإنجليزية)
- توني ميلز على موقع ديسكوغز (الإنجليزية)